# Zvolenovice
Zvolenovice település Csehországban, a Jihlavai járásban. Zvolenovice Radkov, Dyjice, Dolní Vilímeč, Vystrčenovice és Strachoňovice településekkel határos. Lakosainak száma 83 fő (2024. január 1.).

## Népesség
A település lakosságának változását az alábbi diagram mutatja:
| Lakosok száma | 195  | 184  | 183  | 113  | 83   | 78   | 87   | 90   | 85   | 83   |
|               | 1869 | 1890 | 1921 | 1950 | 1980 | 2001 | 2017 | 2019 | 2022 | 2024 |